# ساوثآرك الشمالية وبيرموندسي (دائرة انتخابية في المملكة المتحدة)
ساوثآرك الشمالية وبيرموندسي (بالإنجليزية: North Southwark and Bermondsey)‏ هي إحدى الدوائر الانتخابية في المملكة المتحدة الممثلة في مجلس العموم في برلمان المملكة المتحدة.
عضو البرلمان الذي يمثلها حالياً هو :Simon Hughes (LD).